# Chastain Motorsports
Chastain Motorsports foi uma equipe norte-americana de automobilismo fundada em 1997 pelo empresário Tom Chastain. Disputou as temporadas de 1996–97 e 1998 em tempo integral, ambas com o francês Stéphan Grégoire, antes de encerrar suas atividades neste último ano. Seu melhor resultado em 19 provas disputadas foi um segundo lugar na etapa de Pikes Peak, em 1997.
A equipe voltaria a competir em 2007 apenas para as 500 Milhas de Indianápolis, tendo novamente Stéphan Grégoire como piloto e ainda teve a colaboração de usuários do Linux - um deles abriu uma campanha para obter 350 mil dólares para colocar o logotipo do sistema em lugares destacados do Panoz-Honda #77, mas conseguiu apenas 20 mil, suficientes para colocar o Tux (mascote oficial do Linux) no bico do carro. Durante os treinos, o francês bateu entre as curvas 1 e 2 do Indianapolis Motor Speedway e não conseguiu deixar o cockpit, sendo detectada uma fratura na vértebra T3. O brasileiro Roberto Pupo Moreno assumiria seu lugar no Bump Day e se classificou em 31º lugar no grid. A participação de Moreno durou 36 voltas, com o brasileiro abandonando devido a um acidente.

## Pilotos
- Stéphan Grégoire (1996–1998, 2007)
- Roberto Pupo Moreno (2007)